# Hidden & Dangerous 2
Hidden & Dangerous 2 es un videojuego de acción táctica desarrollado por Illusion Softworks en 2003 para PC. En él, el jugador toma el rol de cuatro cornetas de la Corona británica. El juego se sitúa en los años 40, durante la Segunda Guerra Mundial.

## Historia
Corre el año 1941, un grupo de soldados que luchan bajo el ejército británico en pos de la victoria, son mandados a misiones de sabotaje tras las líneas enemigas. El juego recuerda bastante a clásicos bélicos como Los Cañones de Navarone o El Desafío de las Águilas.

## Sistema de juego
Es un sistema parecido al de la serie Commandos, aunque con matizaciones, también mezcla elementos de los Medal of Honor, alterna entre la vista en primera y tercera persona. Hidden & Dangerous es una síntesis de varios superventas de la historia, entre los que se encuentran 007: Tomorrow Never Dies, Spyro: The Dragon o Dragon Ball Budokai Tenkaichi. También es posible el manejo de vehículos en dicho juego, desde un Jeep, un X-Wing Fighter, un Nissan Almera, también un Dirigible autopropulsado, pasando por un tanque Tiger hasta un Heinkel He 111.

## Videojuegos relacionados
Tiene elementos de varios juegos como Medal of Honor, Commandos y Swat 4. El motor gráfico utilizado es el mismo que el del videojuego Mafia: The City of Lost Heaven.